# Сиза (село)
Сиза — село в Арском районе Татарстана. Входит в состав Сизинского сельского поселения.

## География
Находится в северо-западной части Татарстана на расстоянии приблизительно 20 км по прямой на северо-восток от районного центра города Арск у речки Кисьмесь.

## История
Основано во второй половине XVII века, упоминалось также как Мурья Мусич. 
В «Списке населённых мест Российской империи», изданном в 1866 году по сведениям 1859 года, населённый пункт упомянут как казённая деревня Мурья-Мусичь (Сизи) Мамадышского уезда Казанской губернии (1-го стана). Располагалась по просёлочной дороге, при речке Кисьмесь, в 110 верстах от уездного города Мамадыша и в 45 верстах от становой квартиры во владельческом селе Кукморе (Таишевский Завод). В деревне, в 49 дворах проживали 309 человек (156 мужчин и 153 женщины), была мечеть.
В начале XX века мечеть уже была.

## Население
Постоянных жителей было: в 1782 году — 58 душ мужского пола, в 1859—304 человека, в 1897—540, в 1908—610, в 1920—748, в 1926—615, в 1938—722, в 1949—569, в 1958—544, в 1970—443, в 1979—340, в 1989—277, 293 в 2002 году (татары 98 %), 279 в 2010.